# SPEAKS
SPEAKS（スピークス）は増崎孝司の1枚目のアルバム。

## 解説
- BLUEW、渚のオールスターズとしての活動を経てリリースしたソロデビュー・アルバム。タイトル曲「SPEAKS」は盟友である原一博との共作。後に自身のバンド、DIMENSIONの同僚となる小野塚晃、勝田一樹も参加。
- 「CHANCE IT」は，1990年代のNHK-BSで放送されていたWRC(世界ラリー選手権)放送のオープニング曲として使用されていた。

## 批評
CDジャーナルは「アコースティック・ギターとエレキギターを自由にシンクロさせたインスト。この爽快さはクルージングBGMとして重宝しますが、それを必要としなければ退屈」と評した。

## 曲目
1. JULIA
作曲：増崎孝司
2. ON MONDAY MORNING
作曲：増崎孝司
3. BEFORE THE TEARS
作曲：増崎孝司
4. SPEAKS
作曲：増崎孝司・原一博
5. THINKIN' OF YOU
作曲：増崎孝司
6. CRUISE ON SUNSET
作曲：増崎孝司
7. SLEEPWALK
作曲：Santo Farina・Jhon Farina・Ann Farina
8. GET TO THE PARTY
作曲：増崎孝司
9. ONLY ONE
作曲：増崎孝司
10. CHANCE IT
作曲：増崎孝司
11. LULL
作曲：増崎孝司

## レコーディング・ミュージシャン
- 増崎孝司 - ギター(#ALL)、ベース(#5)
  - 青木智仁 - ベース(#1, 2, 4, 6, 8 - 11)
  - 大堀薫 - ベース(#3, 7)
  - 小野塚晃 - キーボード(#2, 4 - 6, 8, 11)
  - 増田隆宣 - キーボード(#10)
  - 江口信夫 - ドラム(#2, 4, 6, 10)
  - 渡嘉敷祐一 - ドラム(#5, 7, 9)
  - 斎藤ノブ - パーカッション(#2, 3, 7, 8, 10, 11)
  - 勝田かず樹 - サックス(#4, 6, 8, 9, 11)
  - 沢野博敬 - トランペット(#8)
  - 八木のぶお - ブルースハープ(#3)
  - 栗林誠一郎 - コーラス(#3, 9)
  - 坪倉唯子 - コーラス(#4)

## 批評
1. ↑  増崎孝司／SPEAKS CDジャーナル